# Аско (река)
Аско (фр. Asco) — река во Франции, на острове Корсика, одна из основных водных артерий острова.
Длина реки — около 34 км, площадь бассейна — 365 км². Средний расход воды — 5,53 м³/с. Высота устья — 180 м над уровнем моря. Высота истока — 1815 м над уровнем моря. Истоки реки находятся на западном склоне горы Чинто. Далее река протекает преимущественно в северо-восточном направлении, к коммуне Аско департамента Корсика Верхняя, после чего впадает в реку Голо.
Река с зимним паводком, с декабря по март включительно максимум в январе-феврале. Самый низкий уровень воды в реке летом, в период с июля по сентябрь включительно.